# Darktaxa-project
Das darktaxa-project ist ein Zusammenschluss internationaler Kunstschaffender, die sich mit der Erstellung fotografiebasierter, digitaler Bilder beschäftigen. Ihre Arbeitsweisen umfassen unter anderem:

„CGI (Computer Generated Imaging), Motion-Capture, Scanografie, 3D-Scanning, Künstlicher Intelligenz und Machine Learning, GANs (Generative Adversarial Networks), Programmierung, Photogrammetrie, 3D-Druck, Augmented Reality [...], genauso wie [...] hybride digital-analoge Praktiken.“

## Geschichte
Das 2019 durch den Düsseldorfer Künstler und Kopf der Gruppe Michael Reisch initiierte Projekt sieht sich als „Arbeits- und Diskursplattform von Künstler*innen, die experimentell an der Schnittstelle von Fotografie und neuen digitalen bildgebenden Verfahren arbeiten.“ Als Vorgängerprojekt gelten die unveröffentlichten „Conversations on photography“, initiiert von Michael Reisch, mit Philipp Goldbach, Björn Siebert, Oskar Schmidt und Dan Holdsworth in Zusammenarbeit mit Bernd Stiegler.

## Praxis und Projekte
Für darktaxa-project steht der gemeinsame Austausch über die ständigen Erweiterungen sowie möglichen Grenzen digitalen Bildschaffens im Fokus. Digitale Technologien werfen zeitgenössische Fragen auf, die von den Mitgliedern in ihren Werken und im Rahmen ihrer gemeinsamen theoretischen Auseinandersetzungen diskutiert werden, wie: Ist es noch Fotografie, wenn eine Maschine programmiert fotografiert? Wie lassen sich von KI erzeugte Bilder einordnen? Die Mitglieder der Gruppe reflektieren dabei immer auch den Wandel der eigenen fotografisch-medialen Arbeitsweise vor dem Hintergrund neuer Entwicklungen wie etwa Künstlicher Intelligenz.
Die Gruppe darktaxa-project sieht sich nicht als Kollektiv mit einem festen ästhetischen Programm. Sie stellt in wechselnden Konstellationen aus und veröffentlicht gemeinsam theoretische Werke wie das 2020 erschienene noManifesto und die 2021 erschienene noPublication. Zudem organisiert die Gruppe Veranstaltungen wie z. B. Diskussionsrunden, Vorträge und Präsentationen, zu denen auch Gäste aus Kunst und Wissenschaft eingeladen werden. Durch das wachsende Netzwerk sowie die gemeinsamen Ausstellungen, Veranstaltungen und Publikationen, verknüpfen sich die künstlerischen Arbeiten der Mitglieder eng mit ihren theoretischen Überlegungen über das Medium Fotografie und digitale Bildmedien.

## Begriff
Der Name des Projekts ist der zoologischen Taxonomie entlehnt, wo Dark Taxa für noch unentdeckte oder nicht klassifizierte Lebewesen steht. Die Künstlergruppe nutzt diesen Begriff als „offene Kategorie“, die für die Entwicklung technischer Medien steht.

## Mitglieder
An darktaxa-project partizipieren aktuell (09/2024): Arno Beck, Ralf Brueck, Raphael Brunk, Heather Dewey-Hagborg, Philipp Goldbach, Alex Grein, Beate Gütschow, Spiros Hadjijanos, Fabian Hesse und Mitra Wakil, Kristina Lenz und Alex Simon Klug, Achim Mohné, Johannes Post, Michael Reisch, Anna Ridler, Aaron Scheer, Björn Siebert, David Young. Ehemalige Mitglieder (2019–2023): Banz und Bowinkel, Julius Brauckmann, Susan Morris, Ria Patricia Röder.

## Ausstellungen
- 2019: Photon | Icon, Galerie Falko Alexander, Köln, in Zusammenarbeit mit Photoszene Köln und Symposium Photographic materials: archives and tools, Kunsthochschule für Medien Köln.
- 2019: The Wrong Biennale, NRW Forum Düsseldorf.
- 2020: darktaxa-project: the Frankfurt-constellation, Schierke Seinecke Galerie, Frankfurt.
- 2021: darktaxa-project: the Berlin-constellation, Office Impart, Berlin.
- 2021: darktaxa-project: the Paris-constellation, Geste Paris.
- 2022: darktaxa-project: the Düsseldorf-constellation, Pop-up-Ausstellung und Buchpräsentation, Kunsthalle Düsseldorf, Biennale for Visual and Sonic Media photo+.
- 2023: darktaxa-project, Städtische Galerie Regensburg, Festival Fotografischer Bilder, Regensburg.
- 2023: Expect the Unexpected, Kunstmuseum Bonn.
- 2023: Photography in Progress, Internationale Photoszene Köln, Michael Horbach-Stiftung, Köln.
- 2024: darktaxa-project: phtoograify, Projektbüro DFI e.V., Biennale for Visual and Sonic Media photo+, Düsseldorf.
- 2024: darktaxa-project: the Chemnitz Constellation, in: World viewing – positions in contemporary post-photography and digital image culture, Kunstsammlungen Chemnitz.

## Publikationen
- 2020: darktaxa-project: noManifesto, 2–2020, im Selbstverlag, 2020.
- 2021: darktaxa- project, the artists (Hg.), noPublication: the whole digital insanity!, Köln: Verlag der Buchhandlung Walther und Franz König 2021. ISBN 978-3-7533-0093-1.